# San Vicente (Sevilla)
San Vicente es un barrio de Sevilla, España, perteneciente al distrito Casco Antiguo. Está situado en la margen izquierda del río Guadalquivir y limita al norte con el barrio de San Lorenzo; al este, con el barrio de Encarnación-Regina; y al sur, con el barrio de Museo. Tiene una población estimada de 5.301 habitantes.

## Lugares de interés
- Iglesia de San Vicente
- Convento de Santa Rosalía
- Capilla de la Vera Cruz
- Capilla de las Mercedes
- Capilla del Rosario de los Humeros